# Mary and Max
Mary and Max és una pel·lícula australiana d'animació stop motion del 2009, escrita i dirigida per Adam Elliot. Encara que a l'inici de la pel·lícula es diu que està basada en fets reals, la veritable inspiració és la relació per carta que el director va tenir durant uns 20 anys amb un amic de Nova York. Les veus van ser enregistrades per Toni Collette, Philip Seymour Hoffman, Eric Bana i Bethany Whitmore, amb la narració de Barry Humphries. Es va estrenar al Festival de Cinema de Sundance el 2009 i ha rebut diversos premis internacionals. La pel·lícula narra la llarga amistat per correu entre Mary, una nena de 8 anys australiana, i Max, un home amb síndrome d'Asperger que viu a Nova York. S'ha subtitulat al català.

## Argument
És l'any 1976. Mary Daisy Dinkle és una nena australiana amb baixa autoestima que viu en solitud. Els seus companys d'educació primària es burlen d'ella perquè té una taca de naixement en el seu front. El pare de Mary, Noel, és indiferent a la seva família i viu centrat en la seva feina en una factoria de filar etiquetes amb borses de te i en la seva passió per la taxidèrmia, mentre que la seva mare, Vera, pateix cleptomania i alcoholisme. Els únics amics que té la nena són el seu veí Len Hislop, un ancià ferit durant la guerra del Vietnam al que li recull el correu, ja que sofreix d'agorafòbia (en les primeres escenes, Mary Daisy diu diverses vegades homofòbia), i un gall, Ethel. Les seves principals aficions són una sèrie televisiva, The Noblets, de la qual té una col·lecció de ninots fets per ella, i la llet condensada amb sucre. Un dia, mentre acompanyava a la seva mare a l'oficina de correus, descobreix una guia telefònica de Nova York. En aquell moment sent curiositat sobre la manera de vida dels nord-americans, tria l'adreça d'un desconegut (Max) i decideix escriure-li una carta.
Max Jerry Horowitz, de 44 anys, és un solter sense treball estable, i el seu gran consol és la xocolata (especialment els gossets farcits d'ella, una recepta pròpia); pateix d'obesitat mòrbida i de diversos problemes mentals que desemboquen en atacs d'ansietat, per la qual cosa no es relaciona amb altres persones. Quan rep la carta de Mary, la respon i aviat es fan amics; al principi comparteixen l'afició pels dolços i per la sèrie televisiva The Noblets, de la qual Max col·lecciona els ninots oficials. De manera progressiva, tots dos es fan preguntes més sensibles, la qual cosa augmenta l'ansietat de Max quan rep la correspondència de Mary. Quan li diagnostiquen que té la síndrome d'Asperger pateix una de les seves pitjors crisis,; d'altra banda, explica per què és incapaç de mostrar emocions i comprendre les dels altres.
Durant les següents dues dècades mantenen aquesta amistat a distància, basada en una vida humil i l'intercanvi de dolços de xocolata. Quan Mary és ja adulta, inspirada per la síndrome diagnosticada al seu amic, decideix estudiar psicologia. Després de la mort dels seus pares, es casa amb l'amor platònic de la seva infància, el seu veí tartamut d'origen grec Damien Popodopoulos. Mentrestant, a Max li toca la loteria i amb el premi decideix comprar subministraments de xocolata per a tota la vida i els ninots que faltaven en la seva col·lecció de The Noblets. També donar la resta dels diners a la seva veïna cega que, animada per la seva nova vida, acaba morint per un accident d'un propulsor individual.
Després d'aconseguir graduar-se, Mary escriu i publica un llibre en el qual dissecciona la síndrome d'Asperger de Max gràcies a la correspondència que mantenen. Max s'enfada per això doncs, segons la seva opinió, no pateix cap malaltia; la considera una part més de la seva personalitat amb la qual ha après a conviure. Decideix tallar la seva relació amb Mary enviant-li el tipus de la lletra "M" de la seva màquina d'escriure. Mary acaba destrossada i es rendeix a l'alcoholisme, i cau en la depressió i l'abandó. Cert dia, mentre repassa les prestatgeries buides de la cuina, descobreix una última llauna de llet condensada, en la qual escriu "Ho sento" i li envia a Max. En una espera infructuosa de la resposta del seu amic, un matí s'adona que a la bústia hi ha una carta del seu marit Damien, en la qual li diu que l'ha deixat per anar-se a viure amb un agricultor neozelandès amb el qual també mantenia una relació per carta. Derrotada, decideix suïcidar-se, sense saber que està embarassada. Abans de llevar-se la vida, apareix el seu veí Len, qui ja ha vençut l'agorafòbia i li diu que ha arribat un paquet de Max. En obrir-ho, Mary no només troba que li ha regalat la seva col·lecció completa de ninots oficials de The Noblets, sinó una carta amb els detalls de tot el que significa la seva amistat per a ell i en la qual expressa el seu perdó, en comprendre que ella no és perfecta, igual que ell. La seva lectura anima Mary a superar la depressió i a començar una nova vida.
Un any després viatja a Nova York amb el seu fill per conèixer a Max en persona. Quan entra al seu apartament, el troba mort, assegut en una butaca i, per a sorpresa de Mary, amb un somriure en el rostre. Mary retorna la tecla "M" a la seva màquina d'escriure, s'asseu al seu costat i mira cap amunt, al mateix lloc al que semblava mirar Max abans de morir. Descobreix que Max va organitzar i va enganxar totes les seves cartes (que havia estat planxant, prèviament) en el sostre. Emocionada pel que la seva amistat significava per a ell, plora amb un sentiment oposat de tristesa i alegria.

## Temes abordats
Mary and Max parla sobretot de la importància de l'amistat. No obstant això, també toca altres assumptes: l'alcoholisme, les diferències individuals, la solitud, els amics imaginaris, els amics per correu. Mary i Max són dos éssers solitaris que es posen en contacte a través de cartes i miren de comprendre-se. Mary, una nena, planteja a Max preguntes fonamentals: sobre l'amor, sobre la vida o, fins i tot, sobre les malifetes (bullying) dels seus companys d'infància. Aquestes preguntes generen una gran ansietat en Max, qui té l'hàbit d'estar malalt, portar una vida que ell considera "regular" i perfectament regida per determinades normes.

## Música
La música de Mary and Max va incloure peces que el seu director, Adam Elliot, havia desitjat incloure en les seves pel·lícules des de feia molt temps. Va escoltar totes aquestes peces mentre dissenyava l'escenari i dirigia. El compositor Dale Cornelius va completar aquesta selecció escrivint algunes peces originals.
- Perpetuum Mobile – Penguin Cafe Orchestra
- Old Mother Hubbard – ABC Radio Orchestra
- Russian Rag – Sydney Alpha Ensemble
- Across Two Worlds – Dale Cornelius
- The Typewriter – Leroy Anderson
- Ball dels cavallers (Montesco i Capuleto), de Romeo i Julieta, de Serguéi Prokófiev – Orquestra Simfònica de Sydney
- Prelude and Yodel – Penguin Cafe Orchestra
- Zadok the Priest – The King's Consort & Choir
- Max's Meltdown – Dale Cornelius
- That Happy Feeling – Bert Kaempfert & His Orchestra
- Zorba's Dance – The London Pops Orchestra
- That's Life – James Last & His Orchestra
- How I Feel/Pulping Her Life – Dale Cornelius
- Whatever Will Be Will Be (Que Sera Sera) – Pink Martini
- The Humming Chorus, de Madama Butterfly, interpretada per Nana Mouskouri
- A Swinging Safari – Bert Kaempfert

## Repartiment
El repartiment inclou les veus de:
- Barry Humphries, com el narrador;
- Toni Collette, com a Mary Daisy Dinkle (adulta);[9]
- Bethany Whitmore, com a Mary Daisy Dinkle (nena);
- Philip Seymour Hoffman, com a Max Jerry Horowitz;[9]
- Eric Bana, com a Damian Popodopoulos, el veí/nuvi/espòs de Mary Daisy;[9]
- Renée Geyer, com a Vora Lorraine Dinkle, la mare de Mary Daisy;
- Ian "Molly" Meldrum, com a l'indigent;
- Carolyn Shakespeare-Allen, veus addicionals.

## Desenvolupament
Segons els crèdits inicials, la pel·lícula es basa en una història real. En una entrevista d'abril de 2009, l'escriptor i director Elliot va aclarir que el personatge d'en Max està inspirat per “un amic per correspondència de Nova York amb qui m’escric des de fa més de vint anys”. La fotografia principal va durar més de 57 setmanes, amb 133 sets separats, 212 titelles i 475 accessoris en miniatura, "incloent una màquina d'escriure Underwood completament funcional que aparentment es va trigar nou setmanes a dissenyar-la i construir-la".

## Recepció
La pel·lícula va rebre crítiques molt positives. A Rotten Tomatoes va obtenir un 94 % (amb base en 48 crítiques positives, de 51) de frescor. Matt Ravier va dir que la història és "fina com el paper", i Los Angeles Times la va qualificar com a "notable i commovedora".

### Taquilla
Amb un pressupost de 8,2 milions AUD, només va arribar a recaptar 1.444.617 de dòlars a Austràlia (una pel·lícula comercial d'èxit sol aconseguir els 20 milions, al país). En la major part del món no es va projectar comercialment en cinemes ni en teatres, però sí es va exhibir breument en els teatres Laemmle, a la zona de Los Angeles, i es va distribuir posteriorment al mercat domèstic nord-americà en vídeo sota demanda, a través d'IFC Films. A França, Gaumont Film Company la va distribuir en sales de cinema, el mateix que va fer MFA a Alemanya, i va recollir un significatiu èxit de crítica i taquilla.

## Premis
Va ser guardonada amb el Premi a la Millor Pel·lícula d'Animació en el Festival Internacional d'Animació d'Ottawa del 2009, i amb el "Cristall" a la Millor Pel·lícula en el Festival Internacional de Cinema d'Animació d'Annecy del 2009 (ex aequo amb Coraline). Mary and Max va ser elogiada en la categoria de Millor Pel·lícula d'Austràlia per l'Associació de Crítics de Cinema Australià del 2009. Va guanyar el Premi Àsia Pacífic a la Millor Pel·lícula d'Animació 2009.